# Cône élastique
Le cône élastique est la partie inférieure de la membrane fibro-élastique du larynx.
Son bord supérieur est épaissi et forme le ligament vocal inclus dans les plis vestibulaires.